# Ottersjön (Älgarås socken, Västergötland)
Ottersjön är en sjö i Töreboda kommun i Västergötland och ingår i Motala ströms huvudavrinningsområde. Sjön har en area på 0,104 kvadratkilometer och ligger 133,1 meter över havet.

## Delavrinningsområde
Ottersjön ingår i det delavrinningsområde (651318-141764) som SMHI kallar för Nedlagd mätstation. Medelhöjden är 140 meter över havet och ytan är 14,25 kvadratkilometer. Räknas de 9 delavrinningsområdena uppströms in blir den ackumulerade arean 324,03 kvadratkilometer. Edsån (Sågkvarnsbäcken) som avvattnar avrinningsområdet har biflödesordning 2, vilket innebär att vattnet flödar genom totalt 2 vattendrag innan det når havet efter 175 kilometer. Delavrinningsområdet består mestadels av skog (81 %). Avrinningsområdet har 1,19 kvadratkilometer vattenytor vilket ger det en sjöprocent på 8,4 %.